# 学徒税
学徒税（英語：Apprenticeship Levy）是英国政府对雇主征收的税，税收用于资助学徒培训。
英国政府在2017/18纳税年度引入了学徒税，适用于年薪超过300万英镑的雇主，税率为雇主年薪的0.5%。学徒税与其他需要缴纳的雇主税通过名为 “即挣即付 ”（Pay as you Earn）的制度缴纳。

## 历史
2015年7月英国大选后，英国财政大臣乔治·奥斯本在政府预算案中宣布将征收学徒税。随后在2016年的《财政法》第6章中增加了学徒税，于2017年4月6日即2017/18纳税年度开始征收。征收学徒税后的第一年预计将为英国政府增加27.675亿英镑的收入。

## 税收
年薪超过300万英镑的雇主需缴纳学徒税。雇主在缴纳第一类二级国民保险费后的收入才是雇主的年薪。学徒税的税率为雇主总收入的0.5%（即不仅仅只是300万英镑），不过雇主每年有15000英镑的“免征额度”。税收免征额度减少雇主的负担，在计算应缴税额时雇主年薪超过300万的这一部分资产才会影响具体纳税额度。
学徒税与个人所得税、国家保险费（National Insurance）和员工工资中用于偿还学生贷款的款项通过名为“即挣即付 ”（Pay as you Earn）的制度缴纳给英国税务海关总署。
英国政府将学徒税的税收使用权下放给地方政府，因此英格兰、苏格兰、威尔士、北爱尔兰政府有权用自己的征税所得做不同用途。

### 英格兰的税收使用情况
在英格兰资助学徒培训的计划由教育部下属的教育与资助学徒培训技能局承担。
雇主缴纳的学徒税会被存入“数字账户”，雇主可以用数字账户中的资金支付学徒的技能培训费。雇主每月支付学徒培训费时还可以额外得到培训费10%的政府补贴。“数字账户”中的资金有效期为雇主支付给学徒培训费后的24个月。24个月后账户中任何没有使用的资金包括政府10%的补贴将上缴给HMRC。
培训费由“数字账户”中的资金按月直接支付给培训机构，直到学徒完成培训或离开课程。如果学徒在开始培训后的42天内离开课程会被取消资助。
最早其他企业可以为纳税企业承担10%的税费，纳税企业只能指定一家公司为其承担税费。2018年7月起纳税企业可以指定多家公司为其承担税费。2018年10月1日英国财政大臣菲利普·哈蒙德宣布2019年4月起纳税企业可以指定企业供应链中的其他公司为其承担25%的税费，这一举措受到企业界的欢迎。